# Oldenico
Oldenico (piemontesisch Aunì oder Audnì) ist eine Gemeinde in der italienischen Provinz Vercelli (VC), Region Piemont.

## Lage und Einwohner
Oldenico liegt 11 km nördlich von Vercelli und hat 232 Einwohner (Stand 31. Dezember 2023). Die Nachbargemeinden sind Albano Vercellese, Caresanablot, Collobiano, Quinto Vercellese, San Nazzaro Sesia und Villata. Das Gemeindegebiet umfasst eine Fläche von 6 km².